# Historia prehispánica de Argentina

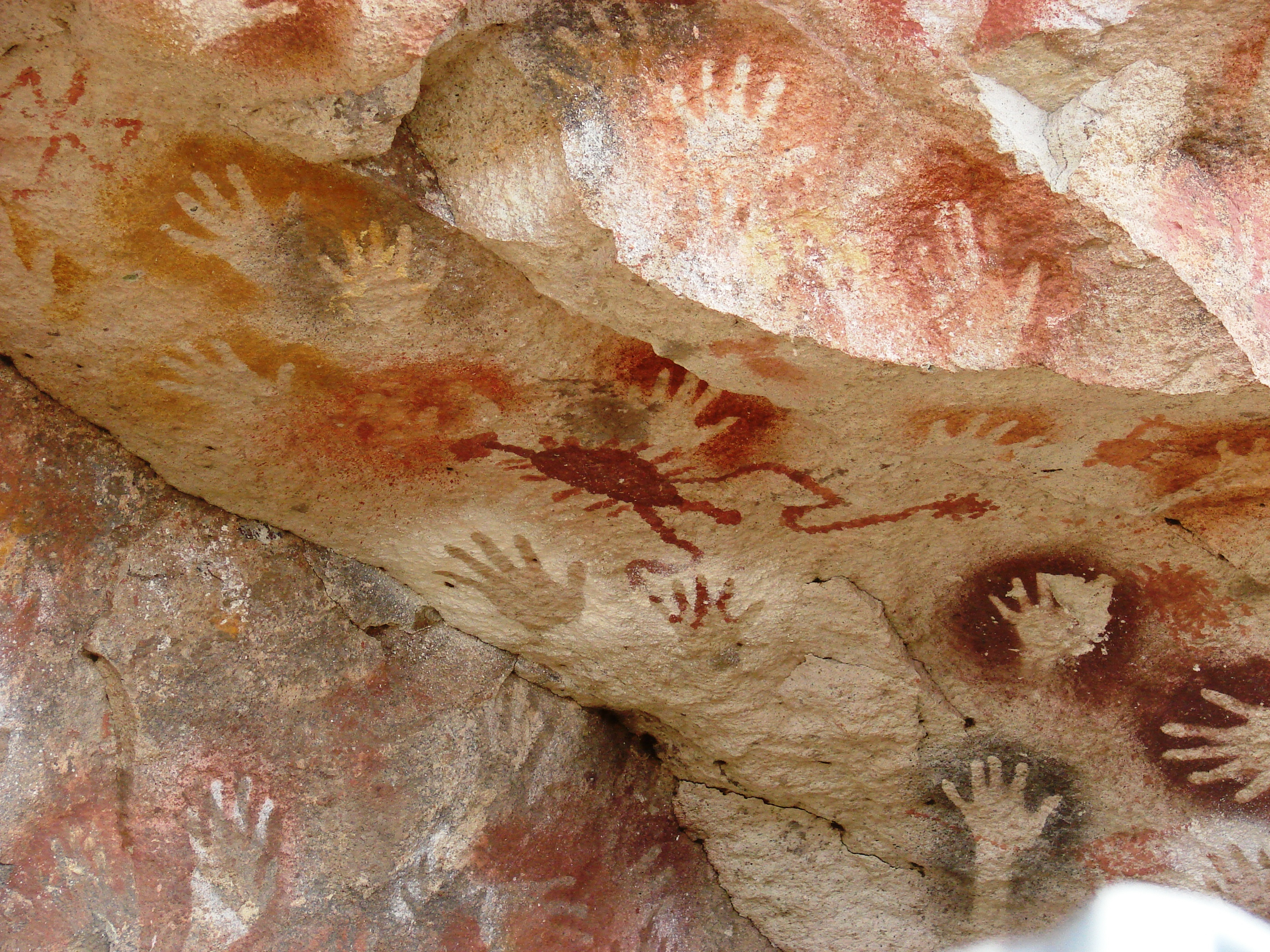
Cueva de las Manos, a orillas del río Pinturas, en la provincia de Santa Cruz, 7300 a. C. El arte más antiguo de Sudamérica.

La historia prehispánica de la Argentina hace referencia a los desarrollos culturales locales del actual territorio de la República Argentina previos a la conquista y colonización por parte de España.
El primer registro poblacional del territorio actualmente controlado por la Argentina se encuentra en Piedra Museo (Santa Cruz) y se remonta al 11 000 a. C. Junto con los yacimientos de Monte Verde (Chile) y Pedra Furada (Brasil) constituyen, hasta el momento, los sitios de poblamiento más antiguos hallados en Sudamérica. Estos yacimientos sustentan la teoría del poblamiento temprano de América (pre-Clovis). Cerca de allí, también es posible ver las pinturas de manos y guanacos estampadas en el 7300 a. C. en la Cueva de las Manos (río Pinturas, provincia de Santa Cruz). Para el año 9000 a. C. ya había comenzado el poblamiento de la pampa, en tanto que la zona del Noroeste del país comenzó a ser habitada hacia el 7000 a. C.
Hacia el 13.er o 12.º milenio AP se registra presencia humana en Los Toldos y Piedra Museo. Entre los pueblos originarios, los cazadores y recolectores habitaron la Patagonia, la región pampeana y el Gran Chaco. Los agricultores se instalaron en el noroeste, Cuyo, las sierras de Córdoba y después en la mesopotamia. Tastil, en el noroeste, fue la ciudad precolombina más grande ubicada en el actual territorio argentino, con una población de 2000 habitantes.
Los primeros rastros de vida humana en este territorio corresponden a pueblos de un nivel cultural paleolítico que tres mil años atrás incorporaron los primeros aportes culturales mesolíticos y neolíticos. Hasta la época de la conquista y de la colonización europea, el territorio argentino ha estado ocupado por diversos pueblos originarios, con diferentes organizaciones sociales que se pueden dividir en tres grupos principales:
- Cazadores y recolectores de alimentos básicos canoeros oceánicos, como los yaganes o yámana y los haush en Tierra del Fuego y los canales fueguinos. Cazadores y recolectores, que habitaban la Patagonia, la Pampa y el Chaco.
- Cazadores avanzados y recolectores de alimentos como los pámpidos, en el centro-este: hets en las praderas y estepas de la región pampeana y norpatagónica; y chonks en la Patagonia ―invadidos desde el s. XVIII por los mapuches alfareros procedentes de la zona cordillerana de la Patagonia― y los qom y wichi en la región chaqueña.[6] También pertenecen a este grupo los pámpidos charrúas y minuanes, que habían incorporado la cerámica.
- Los agricultores con cerámica como los guaraníes y las culturas andinas y derivadas. A partir del segundo milenio, los avá (un pueblo amazónido conocido desde el siglo XVII por los españoles como «guaraníes») invadieron el NEA y la Región del Litoral; eran cultivadores de mandioca y avaty o maíz en forma de roza (tala y quema de florestas) y por ello semisedentarios.[4] Las culturas centradas en la agricultura y ganadería del norte eran puramente sedentarias, y habían desarrollado redes comerciales englobadas en el conjunto actualmente llamado «quechua»; tras establecer un sistema cuasi estatal en torno a señoríos locales, fueron sometidos por el imperio incaico hacia el año 1480. Influidos por estas culturas andinas, otros pueblos como los diaguitas, calchaquies y huarpes desarrollaron una agricultura y ganadería de menor desarrollo, adaptada a las condiciones de las regiones llanas y serranas del centro de la actual Argentina y de Cuyo.[4]

En los siglos XIV y XV, el Imperio incaico conquistó parte de las actuales provincias de Jujuy, Salta, Catamarca, el extremo oeste de la provincia de Tucumán, la parte oeste de las provincias de La Rioja y San Juan, el noroeste de la provincia de Mendoza y, probablemente, el norte de la de Santiago del Estero, incorporando sus territorios al Collasuyo, que era la parte sur del Tahuantinsuyo o regiones de tal imperio.
Tradicionalmente, se atribuye la conquista al monarca inca Túpac Yupanqui. Varios señoríos de la región, como los quechuas, los likanantai (atacamas), los huarpes, los diaguitas y otros, intentaron resistir, pero los incas lograron dominarlos, trasladando a sus territorios a los mitimaes o colonos deportados de las tribus de los chichas, que habitaban en lo que es el suroeste del actual territorio boliviano. Otros, como los sanavirones, los lule-tonocoté y los henia-kâmîare (popularmente llamados «comechingones»), resistieron con éxito la invasión incaica y se mantuvieron como señoríos independientes.
Crearon centros agrícolas y textiles, asentamientos (collcas y tambos), caminos (el «camino del inca»), fortalezas (pucarás) y santuarios de alta montaña. Algunos de los principales son el pucará de Tilcara, la tambería del Inca, el pucará de Aconquija, el santuario de Llullaillaco, el shincal de Londres y las ruinas de Quilmes.

## Poblamiento inicial

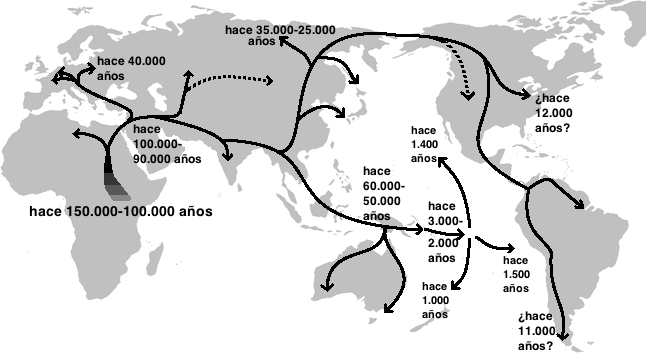
Mapa de las migraciones humanas fuera de África, versión de Naruya Saitou y Masatoshi Nei (2002) del Instituto Nacional de la Genética del Japón que coincide con la versión de Göran Burenhult (2000).

El científico argentino Florentino Ameghino (1854-1911) elaboró una teoría que afirmaba el origen pampeano del hombre (el Homo pampeanus) pero que luego sería refutada y dejada de lado.
Los primeros seres humanos en llegar al actual territorio argentino parecen haberlo hecho por el extremo sur de la Patagonia, provenientes de lo que hoy es Chile. La presencia humana más antigua se encuentra en Piedra Museo (Santa Cruz) y se remonta a 11 000 a. C. Junto con los yacimientos de Monte Verde (Chile) y Pedra Furada (Brasil) constituyen, hasta el momento, los sitios de poblamiento más antiguos de Sudamérica y sustenta la teoría del poblamiento temprano de América (pre-Clovis).
Otro remoto asentamiento fue ubicado en Los Toldos, también en la provincia de Santa Cruz, con restos que datan de 10 500 a. C.
Estos primeros habitantes del territorio argentino cazaban milodones (parecido a un gran oso con cabeza de camello ya extinto) e hippidions (caballos sudamericanos que desaparecieron hace 10 000 años), además de guanacos, llamas y ñandúes.
Cerca de allí, también es posible ver las pinturas de manos y guanacos estampadas en el 7300 a. C. en la Cueva de las Manos (río Pinturas, provincia de Santa Cruz). Se trata de una de las expresiones artísticas más antiguas de los pueblos sudamericanos y ha sido declarada Patrimonio Cultural de la Humanidad por la Unesco.
Para el año 9000 a. C. ya había comenzado el poblamiento de la pampa, en tanto que la zona del noroeste comenzó a ser habitada hacia el 7000 a. C.

## Culturas andinas

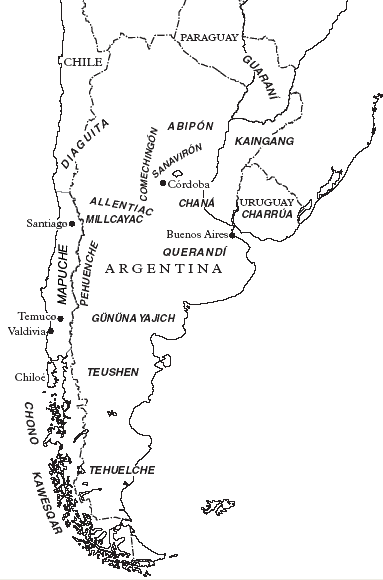
Distribución aproximada de lenguas en el extremo austral de Sudamérica en tiempos de la Conquista.

### Culturas andinas de Cuyo
- Período precerámico: (No hay datos) Agua de la Cueva, a 2900 m s. n. m., en la precordillera mendocina, testimonia la presencia humana hacia el 8900 y 8300 a. C.
- Cultura de Ansilta. Fue una de las primeras culturas en desarrollar una agricultura precaria en lo que hoy es Argentina, donde hoy se encuentran Mendoza, San Juan y San Luis. La cultura de Ansilta se prolongó por más de 2000 años, entre el 1800 a. C. hasta el año 500 d. C., lo que significa un extraordinario caso de continuidad. Es probable que hayan sido antecesores de las etnias del linaje huarpe.
- Sur de Mendoza: En la Cueva del Indio del Rincón del Atuel se observa que, a partir del siglo IV d. C., los cazadores y recolectores comenzaron a practicar la agricultura, así lo demuestran restos de porotos, semillas de maíz y de zapallo.[10]

### Culturas agroalfareras del Noroeste
De acuerdo a la clasificación que Rex González hizo en 1962, las culturas agroalfareras del período preincaico en esta zona se pueden agrupar en tres períodos cronológicos:

##### Período temprano
Comprende las culturas que abarcan desde los primeros poblamientos hasta el año 650 de nuestra era; son las siguientes:
- Cultura condorhuasi. Hacia el 200 a. C. aparece la cultura condorhuasi, en la actual provincia de Catamarca. Fue una sociedad de pastores de llamas en la que la agricultura era solo complementaria. Tuvieron un culto violento, en el que utilizaban de modo chamanista alucinógenos como el cebil y realizaban sacrificios humanos. Estuvieron entre los primeros en realizar aleaciones metálicas. En la actualidad llaman poderosamente la atención sus esculturas antropomorfas de piedras, denominadas hoy Suplicantes, bellas y abstractas esculturas en las que se representan figuras humanas en una conmovedora posición de súplica (invocando la lluvia y la fertilidad). Desaparecieron entre el 200 d. C. y el 500 d. C.
- Cultura de Tafí (siglo III - siglo IX). Contemporáneamente con la Cultura de la Ciénaga aparece en la zona del Tafí del Valle, en el hoy territorio de la provincia de Tucumán. Eran agricultores que cultivaban, entre otras cosas, maíz. Lo hacían en sencillas terrazas y andenes y domesticaban llamas.
- Cultura de la Ciénaga (1-600 d. C.). En el siglo I aparece esta primera sociedad plenamente agrícola que se desarrolló en actual territorio argentino, también donde hoy está Catamarca. Tenían plantaciones de maíz, sistemas de irrigación por canales y ganados de llamas utilizadas en caravanas para realizar intercambios entre aldeas. Construyeron pequeñas aldeas de no más de 30 viviendas. Fueron un antecedente directo para la Cultura de la Aguada.
- Cultura de La Candelaria: se desarrolló entre el año 200 y el 1000 de nuestra era en el área centro-sur andina de la provincia de Salta y centro y norte de la de Tucumán, en las llamadas selvas occidentales. Toma el nombre del departamento salteño de La Candelaria, donde fue descubierta. La cerámica que produjeron es generalmente de color gris con trazos simples y figuras geométricas como rectángulos y triángulos que representan figuras humanas y de animales. Fabricaban también instrumentos musicales de viento con formas de animales.
- Cultura de Alamito: se desarrolló entre el 400 a. C. y el 650 d. C. en la zona del Campo de Pucará (en la provincia de Catamarca). Muy influenciada por la cultura Condorhuasi, trabajaron admirablemente la piedra, creando las obras llamadas Suplicantes, tomando como modelo la figura humana, de absoluta originalidad.
- Cultura Las Mercedes: se desarrolló entre el 400 a. C. y el 700 d. C. en las sierras de Sumampa y Guasayán, en la provincia de Santiago del Estero.
- Cultura de San Francisco: es la más antigua manifestación de asentamientos de grupos agroalfareros del Noroeste argentino. Se desarrolló desde el año 600 a. C. hasta el comienzo de nuestra era en los valles orientales jujeños.

##### Período medio
Comprende las culturas desde el año 650 hasta el 850, y son las siguientes:
- Cultura de la Aguada. Entre los siglos IV y X se desarrolla la cultura de La Aguada en el territorio de las actuales provincias de Catamarca y La Rioja, identificada por el arqueólogo argentino Rex González, quien la define como «la más andina de las culturas del noroeste argentino», vinculada al horizonte cultural Tiwanaku. La Aguada se caracterizó por desarrollar un extraordinario arte alrededor de la figura del yaguar. Según José Pérez Gollán (1992) la Aguada es un momento histórico de las culturas del noroeste, en el que surge una nueva forma política: los llamados «señoríos» o «jefaturas», por estar dominadas por un «señor», que dominaba una determinada región por medio del control del excedente económico y los recursos simbólicos. En sus representaciones se destaca la presencia del sacrificador. Su economía estaba apoyada en una expansiva agricultura en terrazas regadas por complejos sistemas hidráulicos. Producían maíz, porotos, calabazas y maní. Intercambiaban productos con lugares muy distantes, como San Pedro de Atacama o el Valle de Copiapó, usando un sistema de transporte basado en las llamas. La metalurgia era muy avanzada y descubrieron el bronce antes de la llegada de los españoles. Hacia el 900 d. C., La Aguada desaparece. Su herencia va a encontrarse en las Cultura Belén y Santa María.
- Cultura Sunchituyoc: se desarrolló entre el 700 y el 900 de nuestra era en el interior de la llanura central de la provincia de Santiago del Estero. La decoración de su cerámica fue profusa, con pájaros humanizados, cóndores, águilas y loros de agudo pico y víboras.

##### Período tardío
Comprende las culturas desde el año 850 hasta la llegada de los incas en el 1450, y son las siguientes:
- Cultura Santa María (1200-1470): la existencia de terrazas de cultivo y sistemas de riego muy complejos permitió a Santa María tener una gran población y acumular excedentes que eran almacenados en silos subterráneos. Cultivaron el maíz, la papa, el poroto, la quínoa y el zapallo y recolectaron intensivamente algarroba y chañar. Fueron expertos ganaderos y utilizaron el forraje. Realizaron un amplio intercambio de producto con otros pueblos distantes usando sus caravanas de llamas. Alcanzaron un notable desarrollo de la metalurgia del cobre, el oro y la plata y fueron conocidos en toda la región por sus bronces de excelente calidad. Santa María alcanzó una gran complejidad sociopolítica: un señor, cuyo poder era hereditario, guerreros y sacerdotes. La cultura santamariana coincide en gran medida con la etnia diaguita.
- Cultura Belén: se desarrolló en los departamentos de Belén y Tinogasta en la provincia de Catamarca, a lo largo del río Hualfín. Su desarrollo se produce entre el año 1000 y el 1450 en los valles de Abaucán y Hualfín, donde estaba su centro principal, y en el bolsón de Pipanaco.
- Cultura de Humahuaca: correspondió al pueblo omaguaca, que habitaba la Quebrada de Humahuaca y zonas aledañas.
- Cultura de Sanagasta o cultura de Angualasto: comenzó su desarrollo hacia el año 1000, tuvo su centro en territorio de la actual provincia de La Rioja y extendió su influencia hasta el territorio de la actual provincia de San Juan. Se caracteriza porque su cerámica tiene dibujos abstractos en grandes recipientes o urnas de boca amplia y paredes oblicuas. Emplearon los colores negro, rojo y blanco. Trabajaron también metales, principalmente el cobre, con el que hicieron pectorales y aros.
- Cultura de Averías: se desarrolló entre el año 1200 y el 1500, aproximadamente, en la provincia de Santiago del Estero. Recibieron fuertes influencias de la zona andina.

##### Invasión inca (1400-1520)
La formación del Tucumán
Un siglo antes de la llegada de los españoles a América, el noroeste andino de lo que hoy es Argentina registraba la presencia de una gran cantidad de pueblos sedentarios con identidades y culturas propias. Entre ellos se contaban los diaguitas, atacameños, quechuas y huarpes. En el siglo XV gran parte del territorio de estos pueblos fue invadido por los incas y anexado a la zona meridional del Kollasuyu o Collasuyo (aunque hacia fines de dicho siglo, dada la lejanía respecto al Cusco, la región formaba un territorio especial del Tawantinsuyu conocido como el Tucumán ―en el sentido amplio de la palabra Tucumán― y el Kiri-Kiri).
Sacrificios humanos

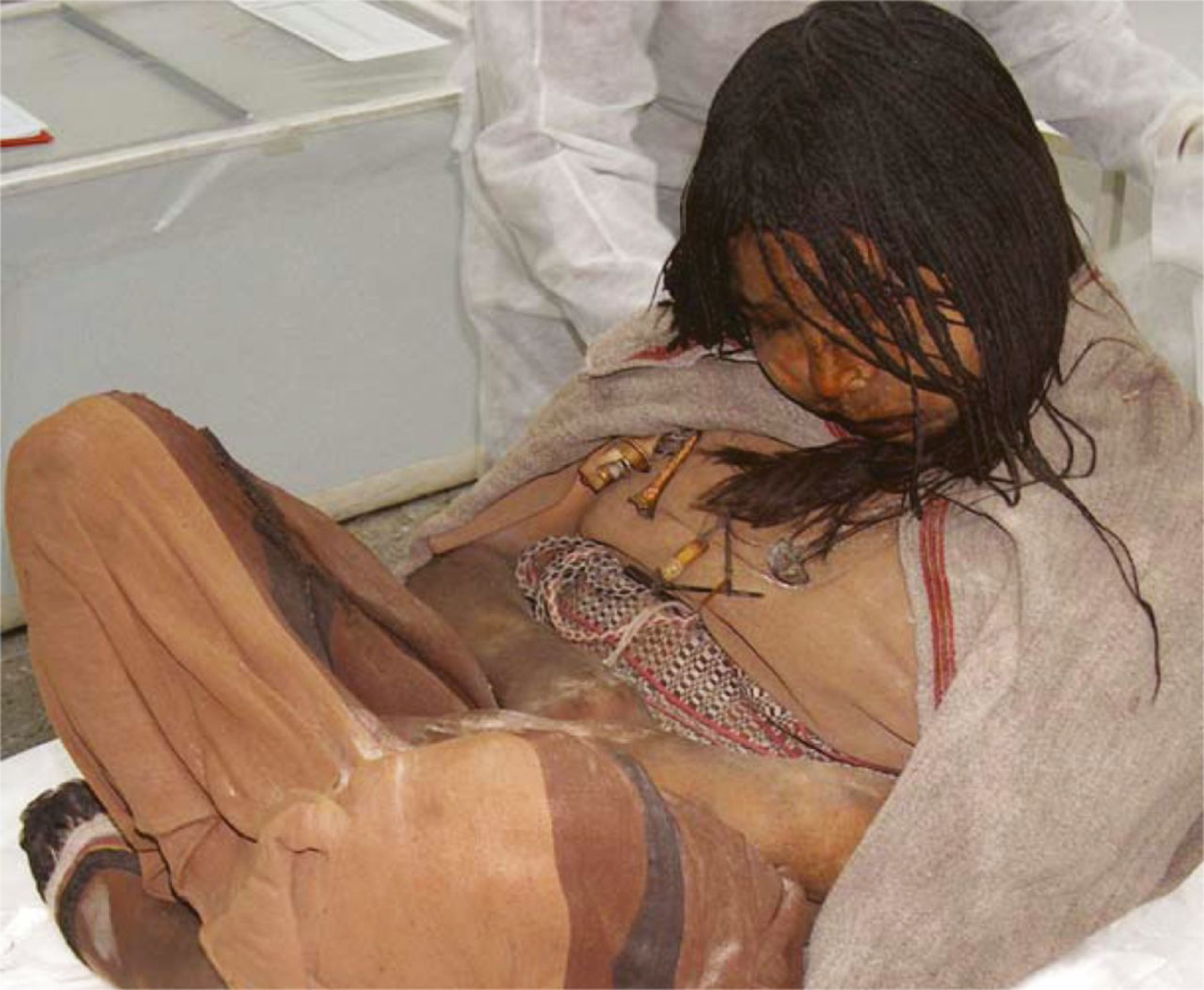
Momias de Llullaillaco. Sacrificio humano inca realizado en la cima del volcán Llullaillaco, a 6739 (22 109 pies), en provincia de Salta (Argentina)

Uno de los más interesantes puntos incaicos en territorio argentino ha sido el centro de ritual más alto del mundo, el volcán Llullaillaco (a 6710 metros), donde se realizaban sacrificios humanos. Para los incas las montañas eran huacas, lugares sagrados; por esa razón establecieron un sistema de santuarios en las cumbres de las montañas más altas de Los Andes. En 1999 un equipo de arqueólogos de altura liderado por los arqueólogos Johan Reinhard (estadounidense) y María Constanza Ceruti (argentina) realizó el hallazgo de tres momias incas, una joven (la Doncella), una niña (la Niña del Rayo) y un niño, sacrificados en la cumbre del volcán, consagrados a Inti (dios del Sol), a Illapa (dios del rayo) y a Viracocha (el dios creador). Explica Ceruti que «se elegían niños porque eran símbolos de pureza ante los dioses y a las nenas se las criaba en la Casa de las Vírgenes del Sol, donde vivían desde los ochos años de edad hasta el momento del sacrificio. El consumo de hojas de coca y el alcohol de la chicha adormecía a las víctimas elegidas. Al menos en este caso no murieron por un golpe en el cráneo, ni por asfixia o estrangulamiento. Sencillamente, se quedaron dormidas y murieron congeladas». Los niños salieron a pie desde Cusco, acompañados por un grupo de sacerdotes, en algún momento cercano al año 1500. (Véase Momias de Llullaillaco).
El Señorío de Tastil
Tastil (Salta) es considerada la ciudad precolombina más grande del actual territorio argentino. Con una población de 3000 habitantes del conjunto lickan-antay, se ha sostenido (Cigliano, 1977) que el Señorío de Tastil llegó a contar con una serie de colonias-factorías en la actual zona de Salta y Jujuy. Tastil quedó súbitamente despoblada a fines del siglo XIV ―en el momento de su apogeo― ante la invasión Inca. No hay consenso entre los estudiosos sobre las causas de su colapso.

#### Las culturas andinas independientes (1400-1520)
Fuera del Tahuantinsuyu o Tawantinsuyu existieron en el actual territorio argentino otras poblaciones sedentarias con influjos culturales ándidos, por ejemplo los lule-toconoté (en guerra con los quechua, llamados peyorativamente por éstos surí: ‘ñandúes’) y los sanavirones en el área actualmente correspondiente a las provincias de Tucumán, oeste de Santiago del Estero y norte de Córdoba, así como los comechingones en las sierras de Córdoba y San Luis.

## Culturas de la Mesopotamia

### Los guaraníes
En la Mesopotamia se habían asentado, también recientemente, los guaraníes, provenientes de la Amazonia, y parte del grupo cultural conocido como tupí-guaraní.
Los avá (más conocidos como guaraníes) se establecieron en territorio argentino entre fines del siglo XV y comienzos del XVI, avanzando desde el noreste principalmente por los ríos y otros cursos de agua. Se subdividieron en distintos grupos dependiendo de la zona donde habitaban, como los guaraníes de las islas (en las islas del Delta del Paraná), los del Carcarañá, de Santa Ana (en el norte de Corrientes, los cainguás (en la región mesopotámica) y los chiriguanos (en Salta).
Vivían en aldeas (tekuas), que constituían verdaderas unidades tribales por ser entidades económicas independientes. Cada aldea guaraní estaba dirigida por un jefe político llamado mburuvichá y un jefe religioso llamado payé. Su organización social estaba encabezada por un cacique (tuvichá) hereditario.
Eran diestros navegantes de canoas, conocedores cazadores de la selva, recolectores, pescadores y practicaban la agricultura. Entre los cultivos más importantes se encontraban la mandioca (mandió), la batata (jetý), la calabaza (andaí), el zapallo (kurapepé), el maíz (avatí), el poroto (kumandá), el algodón (mandiyú) y la yerba mate (kaá), que usaban para preparar el mate, bebida que aún hoy se sigue tomando.
Los guaraníes guiaban sus actos ―y aún se guían― por la Tierra Sin Mal, que se encontraba en la base de su cultura guerrera y en las prácticas caníbales. El pueblo guaraní ingresó violentamente en la cuenca del Río de la Plata, generando una situación de guerra permanente con las poblaciones aborígenes no guaraníes que habitaban la región.
Su estrategia guerrera se fundaba en un sistema de ataques masivos. Previo al ataque, hacían caer sobre las fuerzas adversarias una lluvia de flechas y piedras. Luego venía la embestida directa con lanzas, macanas o garrotes.
En el siglo XV, la sociedad guaraní pasaba por un período de cambio. Comenzaron a aparecer instituciones unificadoras que, probablemente a la larga hubieran llevado al surgimiento de un estado. Habían surgido los karaí (palabra que inicialmente significó a alguien supuestamente dotado de poderes mágicos y luego pasó a significar ‘señor’), profetas aceptados por todas la tekuas (aldeas), que se enfrentaban entre sí en un permanente ciclo de búsqueda de la Tierra sin Mal. Los karaí recorrían las aldeas predicando un mensaje de advenimiento de importantes cambios, y no pertenecían a ninguna tekua en particular sino que eran panguaraníes.
Cien años después, con la invasión europea en la zona, llegan los jesuitas que, en cierto sentido, vienen a competir directamente con los karaí. Aunque extranjeros, traen un mensaje unificador y sobre todo los guaraníes que aceptaban la invasión pasaban a estar cubiertos por las leyes de España (véase: Las reducciones jesuíticas).
El idioma guaraní sigue siendo hablado masivamente en el noreste argentino (Corrientes, Misiones, Formosa y parte de Chaco); sobre todo se habla en la provincia de Corrientes. Este idioma ha tenido un poderoso impacto en el habla cotidiana de los argentinos. Palabras de uso cotidiano, como «che», que se asocia mundialmente con el modo de hablar argentino, son de origen guaraní.

## Culturas del delta del Paraná
El delta del Paraná (en Entre Ríos) comenzó a formarse cuando las arenas, las arcillas y los limos que transportaba el río comenzaron a depositarse y a configurar una intrincada red de islas. La población que se estableció allí lo hizo por el conjunto de condiciones favorables: clima subtropical, suelos fértiles, variedad de animales terrestres, aves, peces, moluscos, y variedad de árboles nativos.
Cuando los europeos ingresaron al estuario del Plata se encontraron con diferentes etnias, establecidas en sus orillas y en las que forman parte del delta. Unos de esos grupos de aborígenes eran los guaraníes, mientras que en el resto del territorio vivían etnias más antiguas como lo eran los chanás, timbúes y mbeguaes. El delta del Paraná fue caracterizado como un área heterogénea y dinámica. El territorio estaba dividido y las etnias eran independientes las unas de las otras. Los timbúes ocupaban una porción del sector norte del delta, el resto de la porción norte estaban habitadas por los quiloazas y los mocoretás, mientras que en el sector sur estaban los mbeguaes y los chanás.
Todos los indígenas asentados en el delta del Paraná se procuraban el alimento mediante la caza, la pesca, la recolección y algunos cultivos a pequeña escala. Además desarrollaron una elaborada alfarería, y en cambio fabricaron pocos instrumentos en piedra.

## Culturas del Gran Chaco
En la zona norte del Gran Chaco se instalaron cinco culturas o familias lingüísticas: guaycurú, mataco-macá (wichí), tupí-guaraní, arahuac y lule-vilela. A la cultura guaycurú pertenecen los qom'lek (tobas), pilagás, mocovíes y los abipones. Se distinguieron por sus habilidades guerreras y a la llegada de los españoles incorporaron el caballo y resistieron la colonización. Los españoles les llamaban «frentones» (especialmente a los qom'lek/tobas) porque se depilaban la frente como marca de guerra, y la palabra «toba» tiene más que ver con la cara grande, en forma despectiva). Ocupaban el territorio oriental y sur de la región chaqueña. La cultura mataco-macá la integran los wichís («matacos»), chulupíes y chorotes; se ubicaron en la zona occidental del Chaco. Pertenecientes a la cultura tupí-guaraní son los chiriguanos, que se instalaron en el oeste de la región. En la misma zona se asentaron los chané, de la cultura Arahuac. Al noroeste del Chaco se ubicaron los vilelas (lule-vilela).
Muchas de estas culturas guardan aún memoria[cita requerida] del gran cataclismo que produjo la caída de una lluvia de meteoritos gigantes en el siglo XXXVIII a. C. en la zona conocida como Campo del Cielo (que es una traducción del idioma toba piguén nonraltá o pinguén nonaksa).

## Culturas de la Pampa y la Patagonia
En la zona pampeana y la Patagonia se destacaron los het (pampas antiguos o querandíes), los tehuelches (tsonek) y los mapuches ―estos últimos controlaron el norte de la Patagonia hasta fines del siglo XIX―. Los estudios antropológicos de los grupos cazadores y recolectores, tradicionalmente considerados más simples que los pueblos agricultores, han puesto de manifiesto la complejidad que alcanzaron culturas de un alto grado de simbolismo, como los sélknam, haush, yámanas y kawésqar de Tierra del Fuego.

## Culturas de La Plata, Berisso y Ensenada (Buenos Aires)
Hace 800 000 años, donde ahora está emplazada la ciudad de La Plata, el clima y bioma eran diferentes al actual: había una especie de sabana arbustiva la cual se volvía más fría y seca con el paso de los años, al igual que ocurre en la Patagonia. Esta región fue habitada por los grandes animales que llegaron a convivir con el hombre;[cita requerida] se han encontrado restos de: gliptodontes, perezosos gigantes, guanacos, armadillos, perezosos terrestres, toxodontes y mastodontes.
Los primeros grupos aborígenes que habitaron esta región fueron muchas: se han encontrado restos de indios pampas, guaraníes y querandíes, mientras que en Berisso se han encontrado restos de lo que parece ser etnias provenientes de la región cuyana. Además se han encontrado elementos de caza como puntas de flecha y boleadoras elaboradas con piedras de Tandilia y Ventania, lo cual pueden indicar que también habitaron ese suelo etnias de esa región y que posiblemente hayan sido los querandíes.